# Să nu ne răzbunați
Să nu ne răzbunați este un film românesc din 1994 regizat de Mihai Constantinescu.

## Distribuție
Distribuția filmului este alcătuită din:
- Ovidiu Iuliu Moldovan — lectura comentariului

## Primire
Filmul a fost vizionat de 1.580 de spectatori în cinematografele din România, după cum atestă o situație a numărului de spectatori înregistrat de filmele românești de la data premierei și până la data de 31 decembrie 2014 alcătuită de Centrul Național al Cinematografiei.